# Destin
Destin é uma cidade localizada no estado norte-americano da Flórida, no condado de Okaloosa. Foi incorporada em 1984.
Geralmente conhecida como “a vila a mais afortunada da pesca do mundo”, Destin cresceu de uma vila histórica da pesca a um destino de primeira, se tratando de resorts. Situa-se ao longo da costa no Panhandle de Florida, na extremidade de uma península que separa a baía de Choctawhatchee do golfo do México. Conhecida pelas suas águas de cor esmeralda e praias de areia branca.

## Geografia
De acordo com o United States Census Bureau, a cidade tem uma área de 21,9 km², onde 19,9 km² estão cobertos por terra e 2 km² por água.

## Demografia
Segundo o censo nacional de 2010, a sua população é de 12 305 habitantes e sua densidade populacional é de 617,81 hab/km². Possui 13 672 residências, que resulta em uma densidade de 686,45 residências/km².

## Economia

### Turismo
Destin é uma das cidades mais procurada pelos americanos para o turismo na costa oeste da Florida, principalmente durante o springbreak (feriado para os universitários e período na qual vários jovens enchem a cidade, vindo de todo lugar dos EUA) e o verão. É uma ótima opção de trabalho, pois há muitos hoteis e resorts. Campos de golf também são encontrados na cidade. A noite encontram-se muitos bares e discotecas agitados que fazem da cidade um dos points da região.
Um dos principais pontos turísticos de Destin é a Crab island, que, apesar do nome, hoje em dia é um banco de areia: trata-se de uma antiga ilha de areia, que acabou sendo coberta pelo mar.
Resortsuns dos mais bonitos do litoral americano
Destin é repleta de atrações para serem feitas, para todas as idades, desde crianças até adultos, a cidade oferece muita portabilidade econômica, etc. O bom de tudo isso é que são os resorts quem disponibilizam esses recursos. Resort mais conhecido de Destin: Emeraldgrande.

## Geminações
- Saint-Gilles-Croix-de-Vie, Vendeia, França[5]